# Jos Verhulst (wetenschapper)
Jos Verhulst (Londerzeel, 29 mei 1949) is een Belgische chemicus, politiek publicist, libertariër en antroposoof. Bij de verkiezingen van 2003 stond hij op de senaatslijst voor Vivant.

## Loopbaan
Verhulst is doctor in de wetenschappen en baccalaureus in de wijsbegeerte. Hij doceerde aan de steinerschool te Antwerpen, en werkte als onderzoeker aan het Louis Bolk Instituut te Driebergen. Hij is vast pleitbezorger voor thuisonderwijs "Zonder school leer je tot tienmaal sneller". Als lid van de De Vrije Ruimte was hij onder andere mede-indiener van de klacht bij het Arbitragehof die op 18 december 1996 tot de afschaffing van het decreet over de ontwikkelingsdoelen en eindtermen voor het basisonderwijs leidde.
Hij publiceerde over moderne synthese en evolutiebiologie in vaktijdschriften zoals Acta Biotheoretica, Annals of Human Biology, British Medical Journal en Psychological Reports. Zijn grotendeels antroposofische benadering is echter niet onomstreden.
Als politiek publicist schrijft hij hoofdzakelijk over alternatieve economie, directe democratie, Europa, secessie, thuisonderwijs en vrijheid van meningsuiting.
Verhulst is betrokken bij meerdere verenigingen en denktanks zoals Nicolaas (vereniging voor politieke en sociale kunst), WIT (Werkgroep Implementatie Tijdsgeest), De Vrije Ruimte, Democratie.Nu, Referendum Platform, the European Democracy International Group, The Brussels Journal en het Murray Rothbard Instituut.

## Privé-leven
Jos Verhulst is getrouwd en heeft vier kinderen.

## Bekendste publicaties
- Studie van de dissociatie van formaldehyde in molekulaire producten langs een vlak niet-symmetrisch reaktiepas (1980)
- Ab initio analyse van octaedrische carbonyl- en distikstof-transitiemetaalcomplexen (1987)
- De maat van alle dingen : een situering van het anthropisch principe (1987)
- Der Glanz von Kopenhagen. Geistige Perspektiven der modernen Physik, Freies Geistesleben, 1994
- Het verdiepen van de democratie: feiten, argumenten, ervaringen omtrent de invoering van het referendum met specifieke aandacht voor België. Cypres, 1998, ISBN 90-5627-011-7 (, boek-verdiepen.pdf) antroposofische boeken.
- Der Erstgeborene Mensch und höhere Tiere in der Evolution, Freies Geistesleben, 1999, ISBN 3-7725-1557-6
- Basisinkomen en vrijheid : een Vivantisch manifest (1999)
- Het basisinkomen: fundamentele verantwoording voor het basisinkomen, sociaal kapitaal, zorgarbeid, ideële arbeid, alloceerbare arbeid, veralgemeend ondernemerschap, het recht op (gesalarieerde) arbeid (1999)
- Developmental Dynamics In Humans And Other Primates: Discovering Evolutionary Principles Through Comparative Morphology, Adonis Press, 2003, ISBN 0-932776-28-0, ISBN 0-932776-29-9/Adonis & Abbey Publishers, 2005, ISBN 0-932776-29-9
- Direct democracy: facts and arguments about the introduction of initiative and referendum (2007) () democracy-international.org
- Directe democratie: feiten, argumenten en ervaringen omtrent het referendum. (2007)
- Blokkeringsmemen herkennen (2008)
- De Logica van de Democratie (2009)